# Pernambuco (1910)
Pernambuco - річковий монітор військово-морських сил Бразилії. Будувався у Ріо-де-Жанейро. Через брак досвіду бразильських суднобудівників процес спорудження корабля затягнувся. Закладений 1890 року, спущений на воду 1909 і увійшов у стрій 1910 року.  Добудову корабля стимулювала поява у складі ВМС Аргентини двох річкових канонерських човнів типу "Росаріо". 
Значних подій за участі корабля під час його тривалої служби (виключений зі складу флоту 1948 року) не відбулося. 

## Основні технічні характеристики
Нормальна водотоннажність корабля складала 470 тон. Головний калібр корабля - дві 120 міліметрові гармати розмішувалися у башті. Товщина броні корабля досягала 168 міліметрів, бронювання палуби складало 102 міліметри. 